# Víktor Jdànov
Víktor Mikhàilovitx Jdànov (rus: Виктор Михайлович Ждaнов, 13 de febrer de 1914 - 1987) va ser viceministre de Sanitat de la Unió de Repúbliques Socialistes Soviètiques, metge i membre de l'Acadèmia de Ciències de l'URSS.
Destaca la seva proposició a l'Organització Mundial de la Salut per aconseguir l'eliminació de la verola a escala mundial.